# IPhone (第一代)
iPhone（后来亦被俗称为iPhone 2G、iPhone 1）是苹果公司旗下首款智能手机，也是蘋果公司旗下智能手机系列iPhone的初代产品，是由史蒂夫·乔布斯在2007年1月9日的Macworld Conference & Expo 2007大会上发布，同年6月29日在美国发售，其搭载了一块3.5寸的電容式多點觸控式螢幕，以及苹果公司所开发的操作系统iPhone OS 1，支持2.5G四频GSM网络与GPRS和EDGE。
iPhone的发布对整个行业都产生了很大的影响，其本身也很快成为苹果公司最成功的产品之一，其发售74天后销量就达到了一百万。到2007年第四季度，iPhone在美国智能手机市场的市占率达到28%，排名第二，在全球市场上以6.5%的成绩摘得第三。苹果公司最终共计售出了6,124,000部iPhone。

## 历史

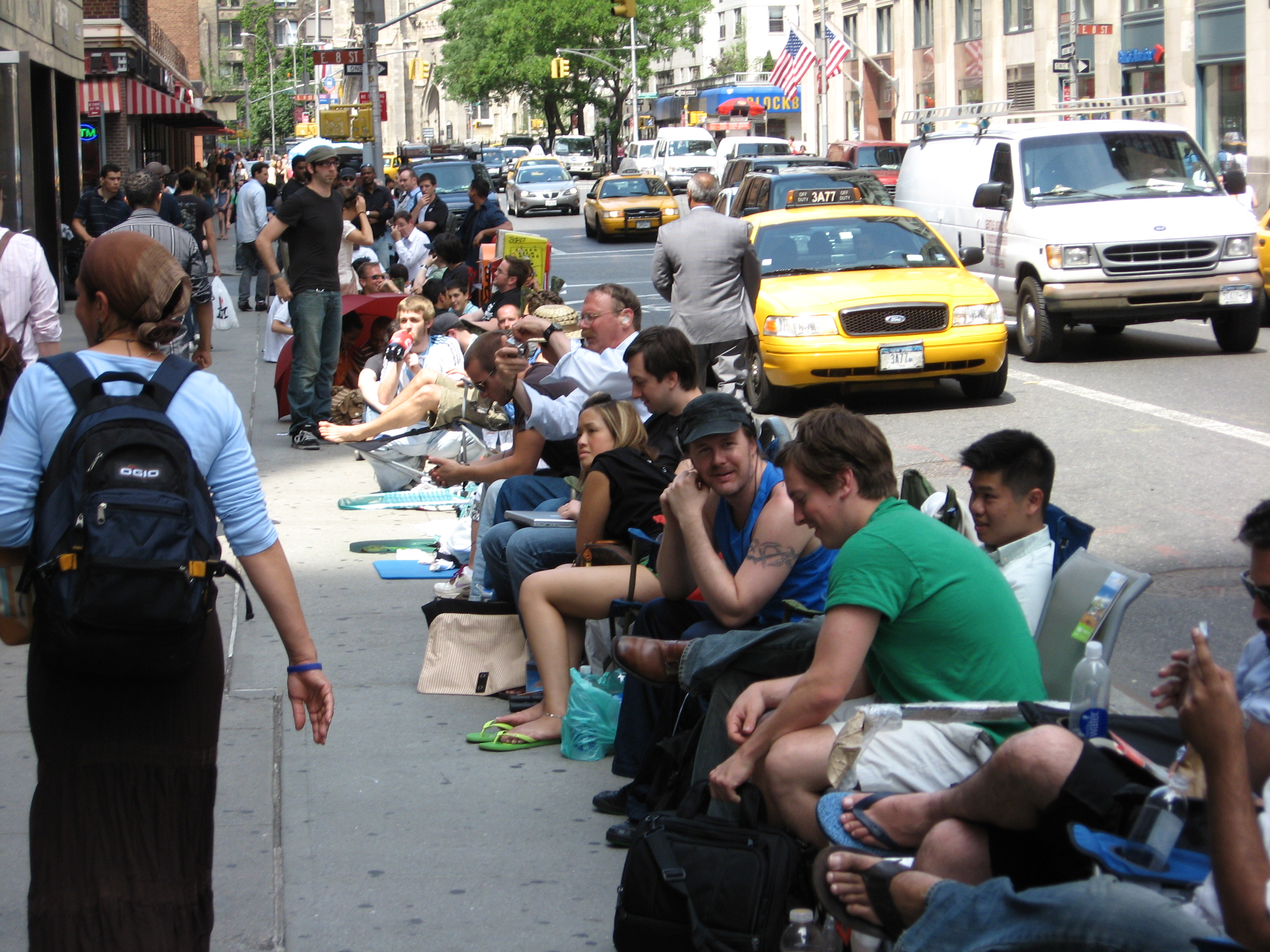
在AT&T商店门口排队等待第一代iPhone发售的苹果发烧友。

### 研发
2000年，苹果公司召集1000多名内部员工组成团队开始研发iPhone，当时的项目名称为“Project Purple”，被苹果公司列为高度机密，為此還特別以各種理由分離員工日常上班的內部辦公動線，保密程度之誇張，已經到了連公司高級幹部都不知情的程度。时任苹果公司CEO的史蒂夫·乔布斯一开始的想法是研发一款类似于iPad的平板电脑，但随后他改变主意，决定进军智能電話领域。在研发iPhone时，苹果公司曾与安卓有过秘密合作，安卓向iPhone项目进行了投资，并给予苹果公司极大的自由去开发iPhone的硬件及软件。作为交换，苹果公司保证在4年内，美国市场的iPhone将会由AT&T独家发售。2007年1月9日，史蒂夫·乔布斯在 Macworld 2007 上向公众正式介绍了iPhone智能電話，第一代iPhone分为4GB容量与8GB容量版，售价分别为499美元与599美元。

### 发售
第一代iPhone于同年6月29日晚上6時（当地时间）正式发售，全美有上千名苹果发烧友为抢购iPhone而在苹果公司与AT&T的零售店门口提前一天排队。第一代iPhone上市后引发了热潮，一些媒体甚至称这款智能電話为“Jesus phone”（耶穌的手提電話），很多零售店在一小时内即告iPhone售罄，并在一段时间内面临货物短缺。2007年11月，第一代iPhone在英国、法国和德国上市，并于第二年春天在澳大利亚上市。

### 发售后
2007年9月5日，苹果公司很罕见的降低了8GB版本的价格，并停止生产4GB版本。五天后，苹果公司宣布已卖出100万部iPhone。在iPhone降价后，上百名以原价购买iPhone的消费者发送邮件至苹果公司，表达了自己的不满，这迫使史蒂夫·乔布斯举办新闻发布会，在发布会上向这些消费者致歉，并补偿这些消费者100美元Apple Store代金券。2008年2月5日，苹果公司放出16GB版的iPhone 2G，并在2008年3月6日宣布将会支持软件开发工具包，允许第三方为iPhone开发应用程序。2008年6月9日，苹果公司发布了新一代的iPhone 3G，并于同年7月11日正式发售，第一代iPhone则在iPhone 3G上市后彻底停产；第一代iPhone共计售出了6,124,000部。

## 设计

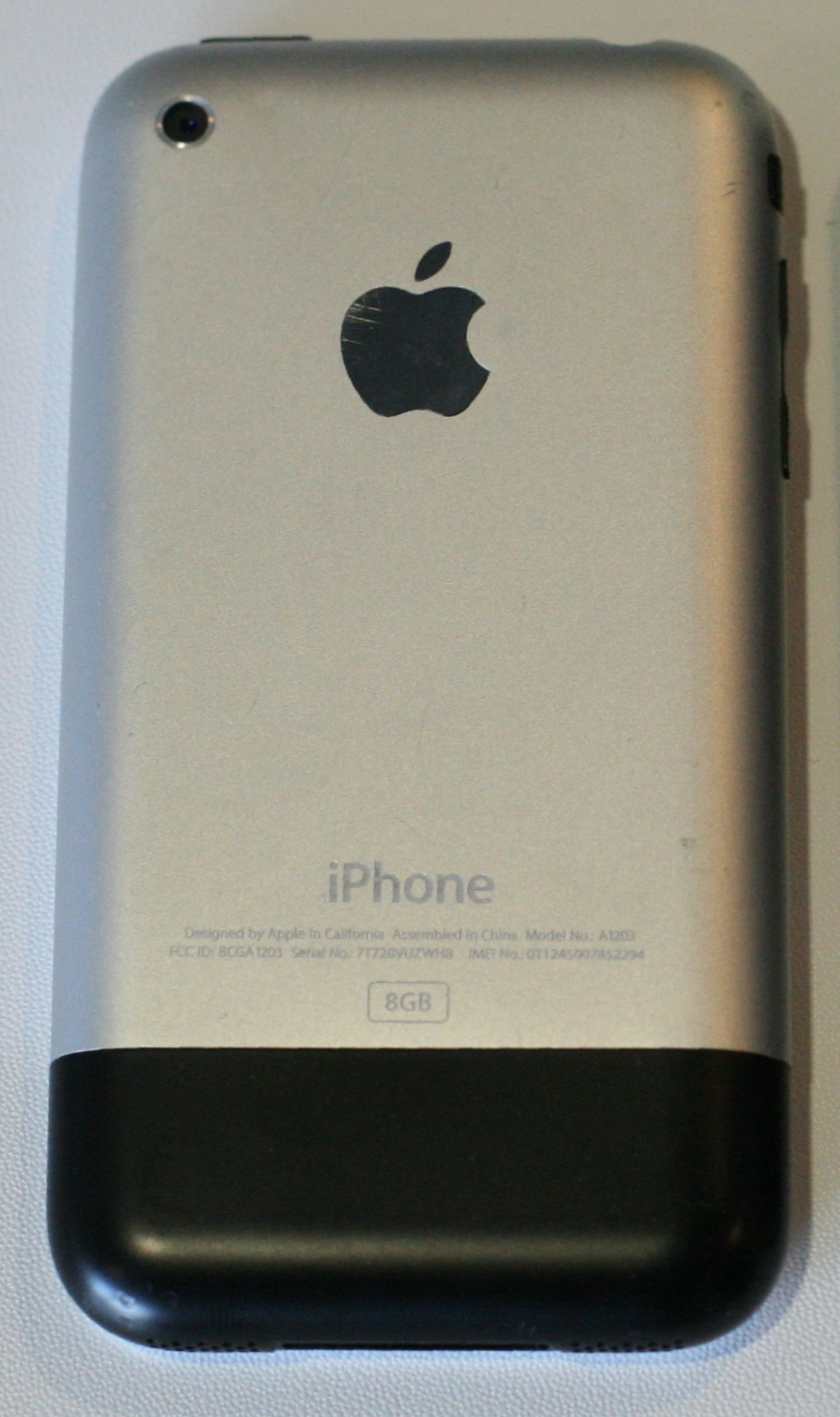
第一代iPhone的背面，由铝和塑膠制成。

iPhone的主体是一面3.5英寸（89毫米）電容式多点触控螢幕，除觸控螢幕外還有五个物理按键，分别为音量键、静音键、開關键与Home键。第一代iPhone有一层铬镀层，iPhone的背面主要为铝制，但为防止金属阻隔信号的发送与接收，其背面底部为塑料制。摄像头位于iPhone背面左上方，耳机插槽则在顶部，但由于特殊的设计，若不使用适配器，市面上大部分音响设备不能直接与iPhone相连。

## 系列特點和功能
iPhone是一部4频段GSM制式的智能電話，支持EDGE和802.11b/g无线上网，支援电邮、通话、簡訊、網路瀏覽以及其他的無線通訊服務。iPhone没有鍵盤，而是创新地引入了多點觸控的，於當時在操作性上与其他品牌的手提電話相比占有领先地位。iPhone包括了iPod的媒体播放功能，和為了移動設備修改後的Mac OS X操作系统。

## 软件
在iPhone发行过程中，iPhone的操作系统曾被命名为“iPhone OS”，但自第四个重大版本开始 (iOS 4)，苹果公司将系统名称改为“iOS”。尽管苹果公司已经停止对第一代iPhone进行升级更高版本iOS的支持，但用户可通过iOS越狱来进行升级。甚至有黑客曾将Android系统安装到iPhone中。第一代iPhone发售时支持虚拟语音信箱、HTML电子邮件、Safari网页浏览器、YouTube等功能，但并没有剪切、复制和粘贴功能。但在2009年6月17日放出的iPhone OS 3.0版本升级中，iPhone开始支持这些功能。

## 评价

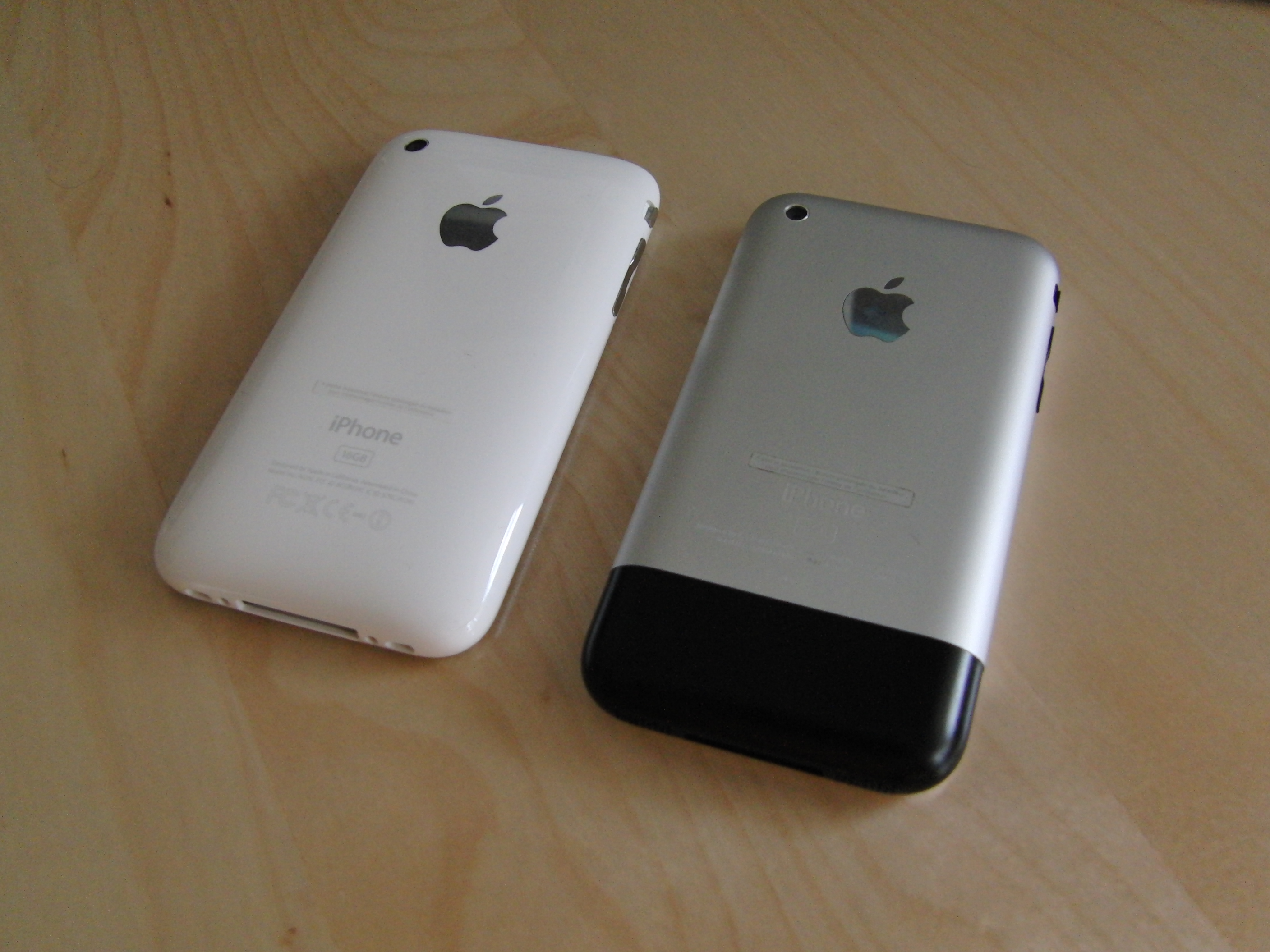
iPhone 3G(左) 和第一代iPhone（右）

《纽约时报》与《华尔街日报》都曾对iPhone有正面的评价，但都对iPhone的前景表示谨慎，并且对AT&T的网络速度与信号强度颇有微词，由于iPhone由AT&T独家发售，信号问题也影响到了媒体与消费者对iPhone的评价。《华尔街日报》科技版评论家认为iPhone有一些缺陷，但这是一部十分出色的掌上电脑。《时代周刊》则对iPhone大加赞扬，并且提名iPhone为2007年年度创新产品。

## 各代iPhone型號的時間軸
| iPhone型號年表 |
| -------------- |
|                |